# The River Bends & Flows Into the Sea
The River Bends & Flows Into the Sea är ett studioalbum av Denison Witmer, utgivet 2005 på Bad Taste Records.

## Låtlista
Där inte annat anges är låtarna skrivna av Denison Witmer.
1. "Looking for You" - 3:33
2. "Lawyers and White Paper" - 2:41
3. "Are You Lonely?" - 3:34
4. "Chestnut Street" - 4:00
5. "All the Days and Nights" - 2:58
6. "22" - 4:13 (Steven Yutzy-Burkey)
7. "I Love You April" - 3:41
8. "Days Repeating" - 2:48
9. "It Takes Time" - 3:14
10. "Better or Worse" - 3:25
11. "You Could Be Anything" - 4:46

### Fotnoter
1. ↑  ”The River Bends & Flows Into the Sea”. Discogs.com. http://www.discogs.com/Denison-Witmer-The-River-Bends-And-Flows-Into-The-Sea/release/1681713. Läst 20 januari 2012.